# Francine Lancelot
Pour les articles homonymes, voir Lancelot (homonymie).
Francine Lancelot est une danseuse, comédienne et chercheuse en danse, née à Montpellier le 9 octobre 1929 et morte à Paris 3e, le 25 décembre 2003.
Elle a consacré sa vie à la danse ancienne, essentiellement baroque, et à la danse traditionnelle.
Initiée à la notation de la danse par Pierre Conté, à la danse traditionnelle et à la danse ancienne par Jean-Michel Guilcher, elle devient docteur en ethnologie en 1973 et travaille pour le CNRS. Sa thèse de doctorat de troisième cycle, dirigée par Algirdas Julien Greimas, portait sur Les sociétés de farandole en Provence et Languedoc. Elle se consacre en outre à faire redécouvrir le répertoire chorégraphique des XVIIe et XVIIIe siècles.
En 1980, elle fonde la compagnie « Ris et Danceries » et contribue à la diffusion de la danse baroque, notamment en remontant la tragédie lyrique Atys de Lully en 1987, avec William Christie et Jean-Marie Villégier.
En 1996, elle publie son œuvre majeure, La Belle Dance (Paris, Van Dieren), un catalogue raisonné de la danse baroque, de 1700 à 1790. Le corpus recense et analyse plus de 500 pièces chorégraphiques françaises, provenant de recueils de danses et de traités, manuscrits ou imprimés, notées selon le système Feuillet. Cet ouvrage est aujourd'hui considéré comme la « bible » de la danse baroque.
Elle meurt à Paris le 25 décembre 2003,.
En mai 2024 parait sa biographie, rédigée par Sophie Gélinier, aux éditions L'Œil d'or : Francine Lancelot, danse populaire, danse savante, musique baroque, des écritures de la danse.

## Décorations
- Commandeur de l'ordre des Arts et des Lettres en qualité de « directrice de théâtre et chorégraphe » (2003)[4]